# Indonemoura trispina
Indonemoura trispina is een steenvlieg uit de familie beeksteenvliegen (Nemouridae). De wetenschappelijke naam van de soort is voor het eerst geldig gepubliceerd in 2005 door Li & Sivec.